# Tre Venezie
Il toponimo Tre Venezie (o Triveneto) indica la regione storica costituita dai territori della Venezia Tridentina, della Venezia Euganea e della Venezia Giulia.

## Storia

### Origine del nome

Il confine orientale italiano all'inizio della Terza guerra d'indipendenza italiana

Il termine apparve in alcuni circoli culturali a metà dell'Ottocento, poco dopo la II Guerra d'Indipendenza. Fu coniata dal glottologo goriziano Graziadio Isaia Ascoli nel 1863 con l'intento di marcare l'italianità culturale (pur senza sfumature irredentiste) di terre come il Veneto, il Trentino e il Litorale austriaco che all'epoca erano ancora sottoposte al dominio asburgico (Impero austriaco, dal 1867 Impero austro-ungarico) e solo successivamente alla prima guerra mondiale sarebbero state interamente annesse al Regno d'Italia.
La denominazione di Tre Venezie traeva ispirazione dal termine con cui era conosciuta, in età imperiale, la X Regio di Augusto, detta Regio X Venetia et Histria. Graziadio Isaia Ascoli battezzò la parte di territorio relativa al Veneto asburgico (allora parte del Regno Lombardo-Veneto e comprendente all'incirca il Veneto e il Friuli attuali) con il nome di Venezia Euganea, in omaggio alla popolazione degli Euganei, che abitò la regione in età preistorica e che, a seguito della successiva invasione dei Paleoveneti, si concentrò sulla zona dei colli, che da loro presero il nome.
Nell'ambito di quella che fu la X Regio augustea esistevano poi altre due zone di etnia neolatina: una a nordovest che chiamò Venezia Tridentina, dal nome latino di Trento (Tridentum), all'epoca parte della Contea del Tirolo, l'altra ad est, per gran parte inquadrata nella regione del Litorale austriaco, che denominò Venezia Giulia, in quanto raggiungeva lo spartiacque delle Alpi Giulie. Rispetto alla Venezia Euganea, queste due regioni erano, dal punto di vista storico e giuridico, maggiormente collegate al mondo tedesco, e facevano parte, nel 1863, oltre che dell'Impero austriaco, anche della Confederazione germanica, con le sole eccezioni di parte dell'Istria e della città di Fiume.
Nel 1866, dopo il passaggio della Venezia Euganea all'Italia, rimasero ancora sotto il dominio dell'Austria, da quell'anno non più parte della Confederazione germanica. Nel 1867 sorse l'Impero austro-ungarico, Fiume fu aggregata all'area ungherese mentre il resto delle terre furono unite alla regione austriaca. È da notare che nel 1863, al tempo dell'ideazione del termine, solo i confini della Venezia Euganea erano ben identificati, essendo quelli già esistenti tra il Regno Lombardo-Veneto e le altre suddivisioni asburgiche, mentre quelli della Venezia Tridentina e della Venezia Giulia saranno univocamente definiti solo con i trattati successivi alla prima guerra mondiale, seguendo grosso modo il principio dello spartiacque alpino, pur racchiudendo al loro interno rilevanti aree popolate da genti di lingua tedesca nella prima, slovena e croata nella seconda.

### Prima guerra mondiale e periodo interbellico
Nel maggio 1915 l'Italia dichiarò guerra agli Imperi centrali, con la finalità dichiarata di riunire al Regno quei territori che, pur trovandosi soggetti alla sovranità asburgica erano abitate da popolazioni di lingua italiana. Tali terre, definite irredente, includevano anche e soprattutto le due Venezie restate al di fuori dei confini della Nazione italiana, e cioè quella Tridentina e quella Giulia. Al termine della guerra, tali territori entrarono a far parte del Regno d'Italia.
La Venezia Tridentina alla fine della prima guerra mondiale era formata dalla provincia di Trento, dalla quale successivamente verrà creata quella di Bolzano, nonché dai comuni di Cortina d'Ampezzo, Colle Santa Lucia e Livinallongo del Col di Lana (dal 1923 parte della provincia di Belluno), di Pedemonte e Casotto (dal 1929 parte della provincia di Vicenza) e di Valvestino (dal 1934 parte della provincia di Brescia). In quegli anni la Venezia Tridentina fu poi ufficialmente denominata Trentino-Alto Adige.
La Venezia Euganea comprendeva otto province: Venezia, Padova, Rovigo, Verona, Vicenza, Treviso, Belluno, Udine. La provincia di Udine, denominata ufficialmente provincia del Friuli, comprendeva anche i territori che nel 1968 avrebbero poi formato la provincia di Pordenone. La Venezia Giulia dopo la prima guerra mondiale era composta inizialmente dalle quattro province di Gorizia, Trieste, Pola e Zara cui si aggiunsero nel 1924 Fiume e, durante la seconda guerra mondiale, anche Lubiana.
Il Friuli storico risultava pertanto suddiviso fra Venezia Euganea, che includeva il Friuli centrale ed occidentale, e la Venezia Giulia che invece comprendeva anche il Friuli orientale, esteso nella pianura isontina e in altre zone del Goriziano. Dal 1923 al 1927 la Provincia di Gorizia fu soppressa: la parte settentrionale fu aggregata a quella del Friuli (o di Udine), la parte meridionale a quella di Trieste. Perciò la Venezia Euganea, di cui faceva parte la provincia del Friuli ampliata, si allargò a spese della Venezia Giulia. Nel 1927 fu ricostituita la provincia di Gorizia, di nuovo nell'ambito della Venezia Giulia, con una parte dei territori che erano stati assorbiti da quella del Friuli. Rimasero alla provincia del Friuli, e quindi nella Venezia Euganea, i mandamenti di Tarvisio e di Cervignano.

### Seconda guerra mondiale e dopoguerra

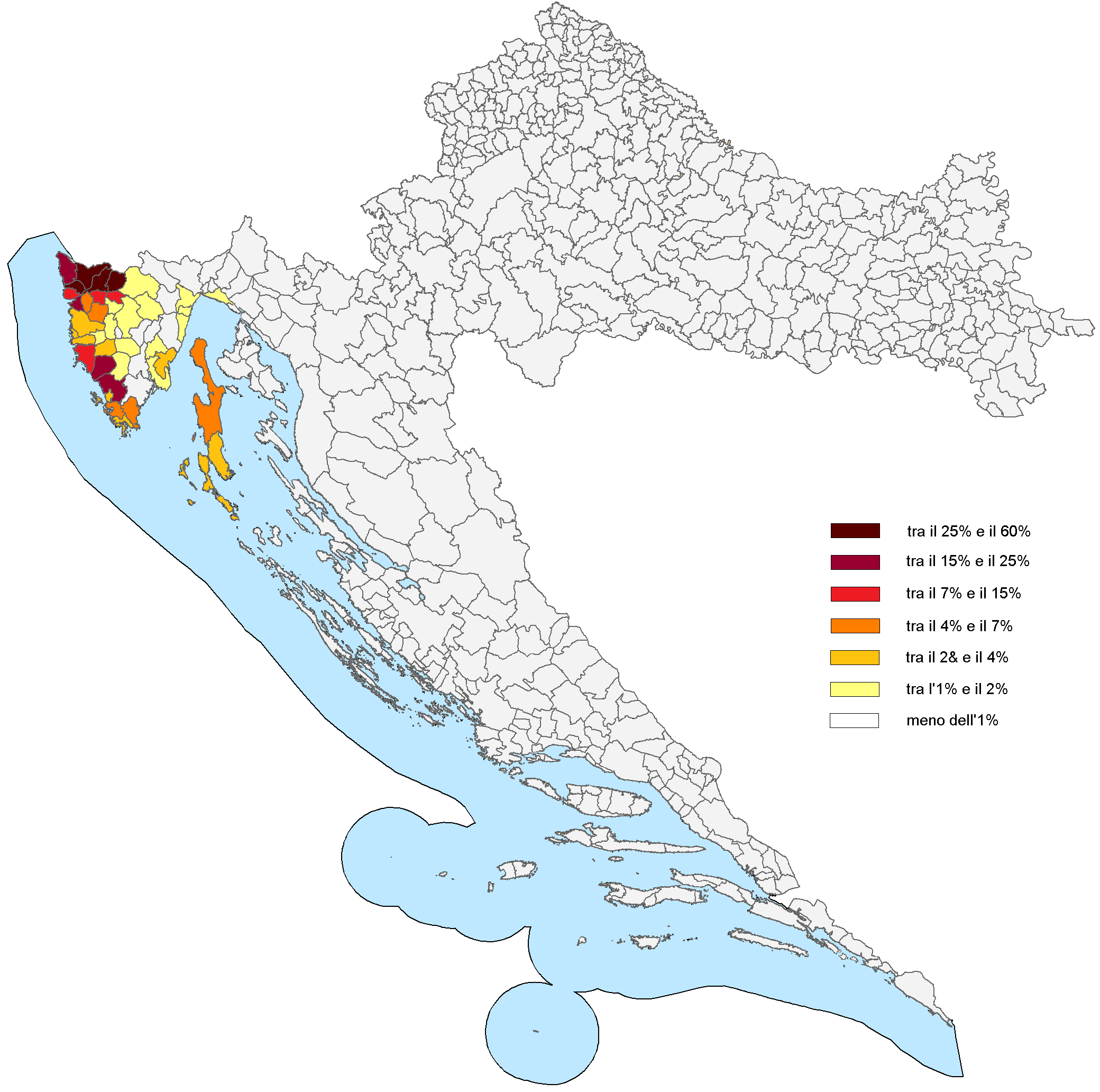
Mappa della Croazia indicante i residenti di madrelingua italiana per comune, secondo il censimento croato del 2011

A seguito della sconfitta italiana nella seconda guerra mondiale, gran parte della Venezia Giulia prebellica venne ceduta alla Jugoslavia, provocando tra l'altro un massiccio esodo delle popolazioni italofone residenti.
Nel 1947, quando si definirono i confini con la Jugoslavia e si creò il Territorio Libero di Trieste, fu scorporata dalla Venezia Euganea (che passò così a chiamarsi, anche ufficialmente, Veneto) la provincia di Udine e fu creata la nuova regione Friuli-Venezia Giulia che comprendeva anche quelle zone della Venezia Giulia ancora facenti parte dell'Italia. Dal 1954, alle province di Udine e Gorizia, si aggiunse quella di Trieste, allorché il territorio Libero fu suddiviso fra Italia e Jugoslavia. Le province di Gorizia e Trieste risultano notevolmente ridimensionate rispetto a prima della seconda guerra mondiale.
In generale, a partire dal secondo dopoguerra si diffuse l'uso del termine Triveneto per indicare l'area geografica costituita dalle tre regioni italiane del Veneto, del Trentino-Alto Adige e del Friuli-Venezia Giulia.

## Regioni
| Regione               | Capoluogo | Abitanti  | Superficie    |
| --------------------- | --------- | --------- | ------------- |
| Friuli-Venezia Giulia | Trieste   | 1 227 841 | 7 862,30 km²  |
| Trentino-Alto Adige   | Trento    | 1 053 205 | 13 605,50 km² |
| Veneto                | Venezia   | 4 927 153 | 18 407,42 km² |
| Triveneto             |           | 7 208 199 | 39 875,22 km² |